# Louis-Benjamin Fleuriau de Bellevue
Pour les articles homonymes, voir Fleuriau.
Louis-Benjamin Fleuriau de Bellevue, né le 23 février 1761 à La Rochelle où il est mort le 9 février 1852, est un savant physicien naturaliste, géologue, ethnologue, philanthrope et homme politique français.

## Biographie
Louis Benjamin est issu d'une famille d'armateurs rochelais, propriétaires esclavagiste de la plantation Bellevue à Saint-Domingue. Son père, Aimé-Benjamin Fleuriau, rentré fortune faite en France en 1755, devient officier commensal de la Maison du roi et achète plusieurs maisons à La Rochelle dont l'hôtel Régnaud de Beaulieu (actuel hôtel Fleuriau). 
Louis Benjamin Fleuriau de Bellevue naît le 23 février 1761 à La Rochelle et part dès l’âge de neuf ans rejoindre les Perdriau - parents du côté maternel installés à Genève - après une enfance heureuse assortie d'une éducation huguenote rigoureuse. Malgré un caractère difficile, il fait de brillantes études au Collège puis à l’Académie (1778-1781) où il s’initie à l’Histoire naturelle auprès d'Horace Bénédict de Saussure. 
En 1781, il revient à La Rochelle et se passionne pour la météorologie et la géologie régionale en mettant en pratique sa formation scientifique : il poursuit les enregistrements (température, pluviométrie, barométrie, direction du vent, etc.) commencés depuis plusieurs années par Pierre-Henri Seignette. Chargé par l'Académie royale des Belles-Lettres de La Rochelle de s'occuper des collections minéralogiques du cabinet d'Histoire naturelle de Clément Lafaille, il parcourt les falaises aunisiennes et rédige un mémoire sur les spaths calcaires des environs qu'il envoie fin 1786 ou début 1787 à Romé de l'Isle (et à son assistant Carangeot) puis en 1798 à René-Just Haüy. 
Après la mort de son père, survenue le 31 juillet 1787, il entreprend un périple géologique qui va se dérouler en Suisse, dans le sud de l'Allemagne, en Italie, en Sicile, à Malte et dans les Alpes, notamment le Tyrol en compagnie de Déodat de Dolomieu (1750-1801) dont il devient l'ami jusqu'en 1801. Il sera aussi le correspondant régulier d'Alexandre Brongniart, d'Humboltd, de Georges Cuvier qu'il présentera plus tard à un jeune naturaliste rochelais, Alcide Dessalines d'Orbigny. Ces voyages sont entrecoupés de séjours à Naples, Turin, Genève et de quelques séjours éclairs dans sa ville natale afin de régler quelques problèmes familiaux et venir en aide à divers comités et hospices rochelais, alors en difficulté. 
En février 1793, Fleuriau revient s'installer de façon pérenne à La Rochelle. À la même période, des révoltes d'esclaves secouent la colonie de Saint-Domingue. C'est son cousin Jean-Baptiste Arnaudeau qui gère la plantation héritée de son père, et qu'il possède avec sa mère, son frère et ses deux sœurs. Dans un courrier de 1793, adressé à lui et à sa mère par un des gestionnaires de la plantation, Louis-Benjamin apprend que : « Arnaudeau a dénoncé sept révoltés. Il y en a eu cinq de pendus, un qui s'est sauvé. Et la négresse, on s'est contenté malheureusement de lui donner 200 coups ». De son côté, Louis-Benjamin répond qu'il s'est fait naturaliser suisse en 1778, et espère ainsi ne pas avoir à rendre de comptes sur ce qui se passe à la plantation. Il souhaite malgré tout que les esclaves soient bien traités, et que leur soit donné leur dimanche parce que c’est le jour du Seigneur. 
La colonie est finalement perdue pour la France en 1804, avec la proclamation de l'indépendance de la République d'Haïti. Toutefois, en 1826, dans le cadre de l'Indemnisation haïtienne des anciens propriétaires d'esclaves, Louis-Benjamin, son frère et ses deux sœurs, touchent chacun la somme de 54 143 Francs or en dédommagement de la perte de leurs plantations et esclaves, à la suite de la Révolution haïtienne. 
En février 1793, Fleuriau revient s'installer de façon pérenne à La Rochelle où ses nombreuses notes et collections d’échantillons vont désormais constituer l’essentiel des sources de ses recherches. Désormais reconnu comme savant physicien naturaliste et apprécié en tant qu'humanitaire appartenant à la communauté protestante, il s'implique dans la vie locale en devenant conseiller général de Charente-Inférieure (1801-1850), très assidu aux séances du conseil municipal de La Rochelle (1804-1852) et député à plusieurs reprises. Il intervient notamment à la Chambre à propos de trois dossiers lui tenant à cœur : l'établissement d'un lazaret à la pointe des Minimes, l'indemnisation accordée aux colons de Saint-Domingue et le maintien des hôtels de la Monnaie dans plusieurs villes de France. Ce dernier combat lui vaudra la reconnaissance de tout le personnel de l'hôtel de la Monnaie de La Rochelle. Il est également membre de l’Académie de La Rochelle en 1806 et présidera plusieurs fois la Société d'Agriculture de la Charente-Inférieure. 
Lorsque le 13 juin 1819, une météorite tombe à proximité de Jonzac, Fleuriau de Bellevue est «réquisitionné». Il mène une enquête sur le terrain afin d’apprécier ce qui s’est passé et récupère des échantillons. Il publie une vingtaine de mémoires dont un concernant les cristaux microscopiques dans lequel il attire l'attention sur l'utilité du microscope et passera vingt ans à étudier la forêt pétrifiée de l’île d'Aix. De même, tout en gérant avec sa mère les intérêts du patrimoine familial, il se met au service de la préfecture en proposant des améliorations utiles à l'agriculture et aux voies navigables, en élaborant des projets d'aménagement comme celui d'un canal reliant La Rochelle à Niort, etc.
Fleuriau administre l'École d'enseignement mutuel (1816-1817), s'investit dès 1826 dans la Société anonyme des Bains de Mer Marie-Thérèse - préfiguration des stations balnéaires - et finance à ses frais le kiosque de repos édifié à proximité, co-fonde la Société des sciences naturelles de Charente-Inférieure dont il est le premier président en 1836 et organise la société de théâtre (1842-1845) qu'il dote généreusement.
Louis-Benjamin Fleuriau est élu correspondant de l’Académie des sciences (section minéralogie), le 2 décembre 1816, fait chevalier de la Légion d'honneur le 1er mai 1821 et promu officier de la Légion d'honneur le 19 mai 1825.
Il meurt le 9 février 1852 encore en pleine activité malgré ses presque 91 ans, ayant légué auparavant au muséum de La Rochelle la majeure partie de ses collections d’Histoire naturelle et d’ethnographie, de sa bibliothèque ainsi qu'un peu de mobilier et des marais salants situés aux Portes-en-Ré. Demeuré protestant toute sa vie, ses funérailles sont importantes et les innombrables hommages de ces concitoyens sont à la mesure des services que ce grand bienfaiteur de la ville de La Rochelle a rendus.
Reconnaissante, la ville avait rebaptisé, en son honneur, la rue de Dompierre en rue Fleuriau de son vivant et inaugurera le 24 septembre 1854 au milieu du jardin des plantes de La Rochelle un buste - fondu par la Fonderie Thiébaut Frères au Faubourg Saint-Denis - réalisé par Auguste Arnaud et posé sur un bas-relief en bronze représentant La Rochelle écrivant le nom de ses enfants sur des tablettes. Réquisitionnée, la sculpture a été déboulonnée et déposée en 1941 sous le régime de Vichy ; elle n'a jamais été retrouvée,,.
Au nom de la ville de La Rochelle, Michel Crépeau se portera en 1974 acquéreur de l'hôtel particulier familial dont il fera en 1982 le musée du Nouveau Monde.

## Mandats et fonctions politiques
- Du 13 novembre 1820 au 9 mai 1823 : député de la Charente-Inférieure
- Du 25 février 1824 au 5 novembre 1827 : député de la Charente-Inférieure
- Du 24 novembre 1827 au 16 mai 1830 : député de la Charente-Inférieure
- Du 3 juillet 1830 au 31 mai 1831 : député de la Charente-Inférieure
- De 1801 à 1850 : Conseiller général de Charente-Inférieure
- De 1804 à 1852 : Conseiller municipal de La Rochelle

## Académie des belles-lettres, sciences et arts de La Rochelle
- Membre correspondant en 1787 de l'Académie des belles-lettres, sciences et arts de La Rochelle
- Académie des belles-lettres, sciences et arts de La Rochelle, 1806
- Académie des belles-lettres, sciences et arts de La Rochelle, président, 1808

## Publications
- Mémoire sur l'action au feu dans les volcans, ou sur divers rapports entre leurs produits, ceux de nos fourneaux, les météorites et les roches primitives..., 1804
- Notice météorologique pour servir à la statistique du département de la Charente Inférieure, 1837
- Des Effets géologiques du tremblement de terre de la Calabre en 1783, 1805
- Mémoires sur de nouvelles pierres flexibles et élastiques et sur la manière de donner de la flexibilité à plusieurs minéraux, 1792
- Mémoire sur les cristaux microscopiques et en particulier sur la séméline, la mélilite, la pseudo-sommite et le Selce-Romano, 1817